# Kjaras
Kjaras, también denominado k'jaras o qaras, es un plato típico de la gastronomía boliviana, procedente de la Provincia Vallegrande, desde la década de los 80s en el departamento de Santa Cruz.

## Historia
El nombre del plato proviene del vocablo qara, que en quechua significa "piel", refiriéndose al cuero del chancho.
Siendo uno de los platos típicos más representativos de Vallegrande, con el tiempo los "Viernes de Kjaras" se han convertido en una tradición regional.

## Descripción
El plato se compone de porciones de chuleta de cerdo, cuero de cerdo, chorizo parrillero acompañado de papa, mote y queso. Se suele acompañar con llajua, una salsa picante, y vino o guarapo.